# Ruta de Illinois 94
La Ruta de Illinois 94, y abreviada IL 94 (en inglés: Illinois Route 94) es una carretera estatal estadounidense ubicada en el estado de Illinois. La carretera inicia en el sur desde la US 24     en Camp Point hacia el norte en la US 67     en Oak Grove. La carretera tiene una longitud de 207,2 km (128.76 mi).

## Mantenimiento
Al igual que las autopistas interestatales, y las rutas federales y el resto de carreteras estatales, la Ruta de Illinois 94 es administrada y mantenida por el Departamento de Transporte de Illinois por sus siglas en inglés IDOT.

## Cruces
La Ruta de Illinois 94 es atravesada principalmente por la  IL 61  IL 9  IL 135  IL 17 .